# Anwar Kalijew
Anwar Kalijew (tatar. Әнвәр Калиев; ur. 8 marca 1921 we wsi Tarchany w obwodzie tiumeńskim, zm. 11 września 1998 w Taszkencie) – radziecki żołnierz, Bohater Związku Radzieckiego (1944).

## Życiorys
Urodził się w tatarskiej rodzinie chłopskiej. Skończył 7 klas, pracował w kołchozie, w 1940 został powołany do Armii Czerwonej, od sierpnia 1941 walczył na wojnie z Niemcami. W składzie 246 Dywizji Strzeleckiej uczestniczył w bitwie pod Moskwą, walkach na Froncie Kalinińskim, pod Rżewem i pod Kurskiem, w której wykazał się męstwem. 16 sierpnia 1943 wyróżnił się podczas forsowania Desny w rejonie konotopskim, a 19 października 1943 podczas forsowania Dniepru jako zwiadowca 326 samodzielnej kompanii zwiadowczej 246 Dywizji Strzeleckiej w składzie 65 Armii Frontu Centralnego. W grudniu 1943 został dowódcą oddziału zwiadowców, wojnę zakończył w 1945 w Niemczech, w 1946 został zdemobilizowany. 
Pracował na budowie i w kombinacie w Uzbeckiej i Tadżyckiej SRR, od 1983 mieszkał w Taszkencie, gdzie zmarł.

## Odznaczenia
- Złota Gwiazda Bohatera Związku Radzieckiego (15 stycznia 1944)[1]
- Order Lenina
- Order Wojny Ojczyźnianej I klasy
- Order Czerwonej Gwiazdy
- Order Sławy III klasy

I medale.